# Palais épiscopal de Parme
Le Palais épiscopal de Parme est un édifice roman situé sur la Piazza Duomo à Parme, en face de la cathédrale ; il abrite le siège du diocèse de Parme et le Musée Diocésain de Parme.

## Histoire

### Période médiévale
La première partie de l'édifice, correspondant à la tour et à une partie de la façade sur le Vicolo al Vescovado, a été construite entre 1045 et 1055 à la demande de l'évêque Cadalo, qui, en poste à Parme depuis 1045 en 1072, est également élu antipape sous le nom d'Honorius II de 1061 à 1064 ; cependant certains historiens émettent l'hypothèse d'une datation plus tardive, entre la fin du XIe et le début du XIIe siècle, plus précisément pendant l'épiscopat de San Bernardo degli Uberti, en fonction de 1106 à 1133.
En 1172, le bâtiment, à l'aspect fortement défensif, fut élevé et agrandi le long de l'actuel Vicolo al Vescovado à la demande de l'évêque Bernardo II, en fonction de 1169 à 1194.
Une autre et substantielle expansion eut lieu entre 1232 et 1234, lorsque l'évêque Grazia, en fonction de 1224 à 1234, fit construire l'élégante façade romane sur la Piazza Duomo, sur un projet d'un certain Rolandello ou Rolandino, et éleva également l'ensemble côté ouest.

### Période Renaissance
Dans la seconde moitié du XVe siècle, l'évêque Sagramoro Sagramori, en fonction de 1476 à 1482, ferma le portique sur la place pour créer une série de pièces et peindre la cour intérieure d'un décor en damier.
Quelques années plus tard, l'évêque Giovanni Antonio Sangiorgio, en fonction de 1499 à 1509, surélève la partie nord de la façade pour la rendre égale au sud, en supprimant les créneaux et en élevant la corniche en terre cuite Renaissance ; à l'intérieur, il a également construit la loggia à deux étages sur les côtés sud, ouest et nord de la cour.
La transformation en résidence Renaissance fut accentuée par le Cardinal Alessandro Farnèse, administrateur perpétuel de l'Église de Parme depuis 1509 et ensuite nommé pape sous le nom de Paul III ; depuis lors, le palais a accueilli de nombreuses personnalités illustres, dont la dernière était le duc Ottavio Farnèse.

### Période baroque
Entre le milieu du XVIIe  et le début du  XVIIIe siècle, les évêques Girolamo Corio, en fonction de 1650 à 1651, Carlo Nembrini, de 1652 à 1677, et Giuseppe Olgiati, de 1694 à 1711, sont intervenus en ajoutant quelques décorations intérieures.
Dans les années suivantes, pendant le long épiscopat de l'évêque Camillo Marazzani, en fonction de 1711 à 1760, le bâtiment a été complètement modifié, avec l'ajout des façades baroques et des transformations internes radicales, dont la reconstruction de l'escalier et surtout la fermeture de toute la loggia Renaissance dans la cour.

### XXesiècle
En 1911 l'évêque Guy Marie Conforti, en fonction de 1907 à 1931, constatant l'état de grave instabilité  de l'édifice, en avise la surintendance des monuments de Bologne, qui entreprend entre 1925 et 1926 une restauration de la façade principale et de deux travées du sud, où les fenêtres médiévales géminées ont été mises à jour ; ensuite, entre 1935 et 1939, le rez-de-chaussée des deux élévations et la salle de réunion du premier étage sont restaurés.
Entre 1957 et 1959, sous l'épiscopat de l'évêque Evasio Colli, en fonction de 1932 à 1971, la cour est restaurée sous la direction de la surintendance de Bologne, restituant la loggia Renaissance.
Par la suite, des travaux de restauration de nature conservatrice ont été lancés, ainsi que des travaux de consolidation et d'entretien.

## Description

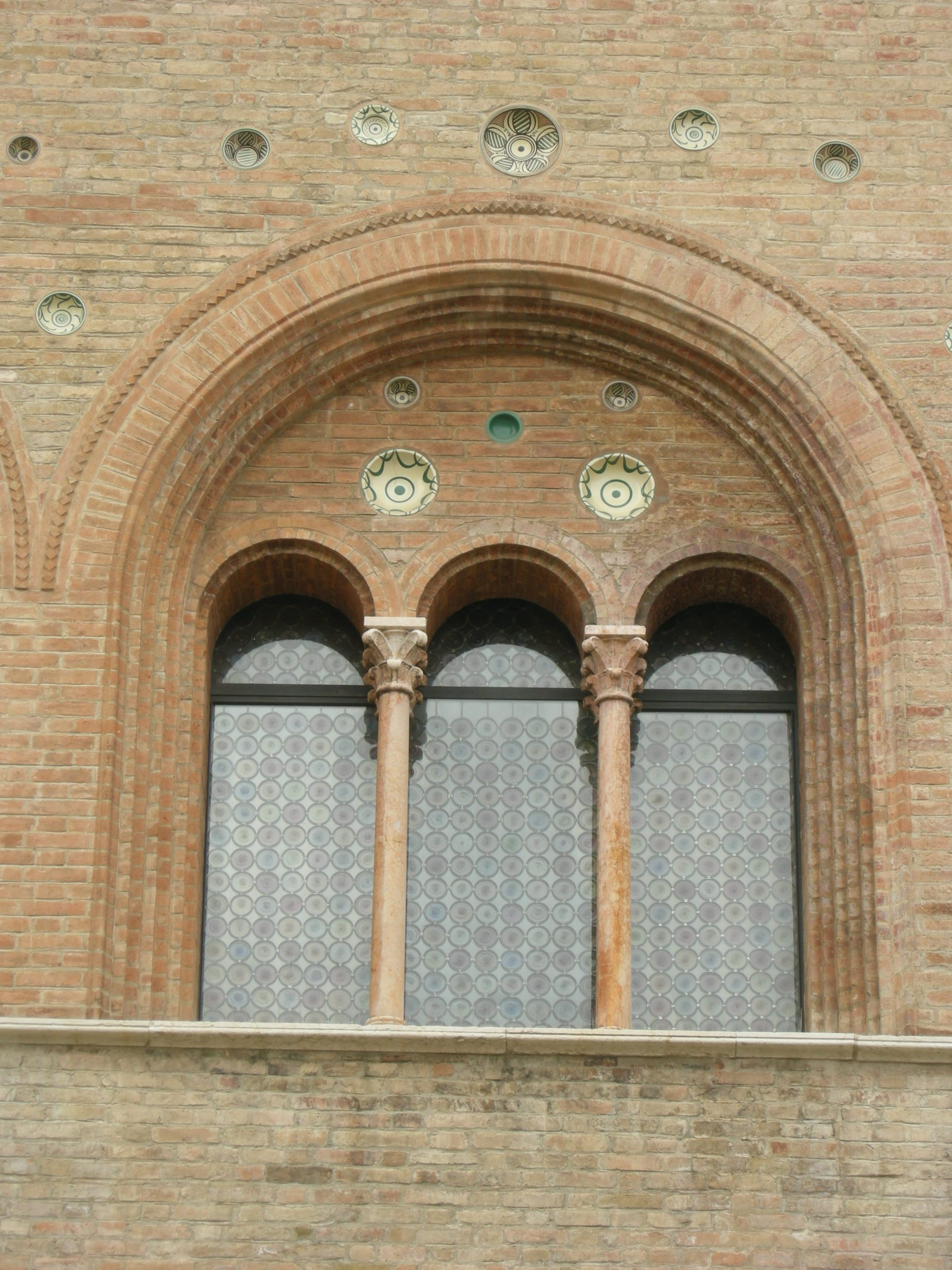
Une des fenêtres médiévales géminées.

Le grand bâtiment se développe autour de la grande cour centrale, occupant tout l'îlot.
La longue façade principale et celle orientée au sud se caractérisent au rez-de-chaussée par le portique à piliers en gros blocs de pierre, tamponné à l'époque de la Renaissance ; les niveaux supérieurs sont recouverts de briques et enrichis, au premier étage, d'une série de remarquables fenêtres romanes à meneaux en plein cintre, séparées par de fines colonnes jumelées en marbre rouge de Vérone ; dans la partie nord de la façade principale, à l'intérieur et au-dessus des tympans des fenêtres, on trouve de nombreuses patères en céramique. Au deuxième niveau, à l'exception de la partie nord de la façade, à l'origine plus basse car couverte d'une terrasse, il y a une autre série de fenêtres à trois meneaux plus petites, ainsi que deux fenêtres à meneaux dans la zone centrale. Pour couronner les façades court une haute corniche en terre cuite de la Renaissance, qui s'étend également jusqu'à la partie nord, où il y a aussi une élégante corniche médiévale un peu plus bas.
Le noyau le plus ancien, surplombant Vicolo al Vescovado, est entièrement revêtu de briques et se caractérise par la tour qui s'élève dans l'angle nord-ouest, par le grand portail en arc avec un cadre en blocs de pierre d'époque romaine par des traces de fenêtres à meneaux.
À l'intérieur, la grande cour est entourée du portique Renaissance à colonnes de grès du rez-de-chaussée, sur lequel s'élève une élégante loggia sur les trois côtés opposés à l'entrée.
Le Musée Diocésain s'ouvre sur une aile du bâtiment sur Vicolo al Vescovado.